# Fessevillers
Fessevillers ist eine französische Gemeinde mit 159 Einwohnern (Stand: 1. Januar 2022) im Département Doubs in der Region Bourgogne-Franche-Comté.

## Geographie
Fessevillers liegt auf 861 m, neun Kilometer ostnordöstlich von Maîche und etwa 27 Kilometer südsüdöstlich der Stadt Montbéliard (Luftlinie). Das Dorf erstreckt sich im Jura, im Nordosten des ausgedehnten Hochplateaus von Maîche, auf einem Sattel, der zum tief eingeschnittenen Doubstal überleitet. Das Gemeindegebiet gehört zum Regionalen Naturpark Doubs-Horloger.
Die Fläche des 6,16 km² großen Gemeindegebiets umfasst einen Abschnitt des französischen Juras. Der westliche Teil des Gebietes wird vom Hochplateau von Maîche eingenommen, das durchschnittlich auf 800 m liegt. Es ist überwiegend mit Wies- und Weideland bestanden. Das Plateau besitzt keine oberirdischen Fließgewässer, weil das Niederschlagswasser im verkarsteten Untergrund versickert. Östlich an diese Hochfläche schließt eine Hügelzone mit den Höhen von Pré Malade (mit 975 m die höchste Erhebung von Fessevillers), Prés Fuans (962 m), Mont (916 m) und Montsassier (bis 910 m) an. Diese Hügel, die durch verschiedene Tälchen untergliedert werden, fallen nach Osten steil zum Doubstal ab. Mit einem schmalen Streifen erstreckt sich das Gemeindeareal bis an den hier canyonartig in die Jurahochflächen eingeschnittenen Doubs hinunter.
Zu Fessevillers gehören der Weiler Le Plain (652 m) auf einer Geländeterrasse über dem Doubs sowie verschiedene Einzelhöfe. Nachbargemeinden von Fessevillers sind Goumois, Urtière und Belfays im Süden, Ferrières-le-Lac und Trévillers im Westen, Les Plains-et-Grands-Essarts und Indevillers im Norden sowie die schweizerische Gemeinde Saignelégier im Osten.

## Geschichte
Im Mittelalter gehörte Fessevillers zum Herrschaftsgebiet von Maîche. Zusammen mit der Franche-Comté gelangte das Dorf mit dem Frieden von Nimwegen 1678 an Frankreich.

## Sehenswürdigkeiten

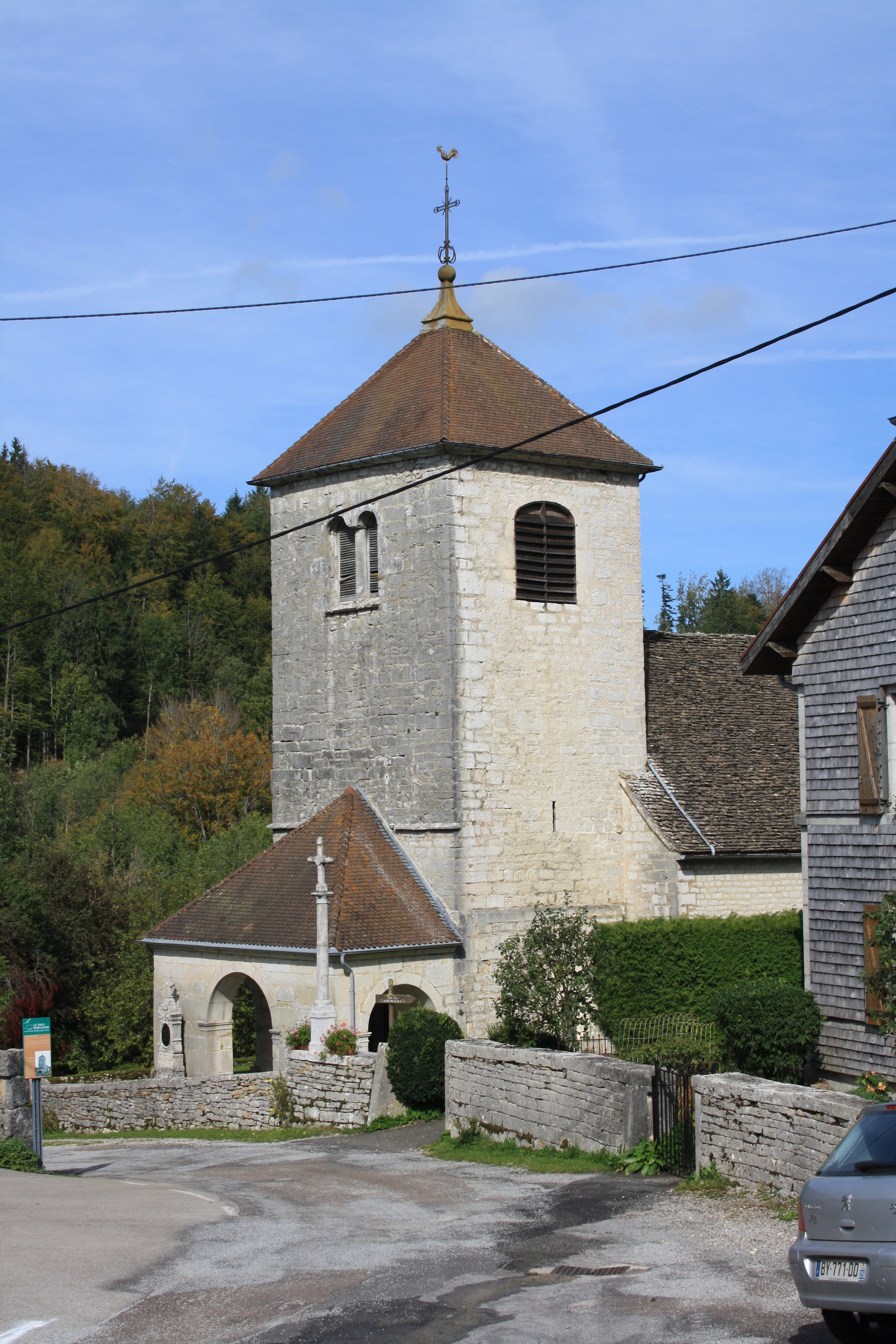
Kirche Saint-Maurice

Die Kirche Saint-Maurice geht ursprünglich auf das 13. Jahrhundert zurück (romanische Bauteile), wobei die heutige Bausubstanz überwiegend aus einer Umgestaltung im 15. Jahrhundert im gotischen Stil stammen. Die Familie Voisard stiftete 1482 im Weiler Le Plain die Kapelle Sainte-Anne. In dieser Kapelle wurden 2002 die von Hubert Deininger geschaffenen Bleiglasfenster eingesetzt (im südlichen gotischen Fensterbogen ein St. Anna-Fenster, im nördlichen romanischen Fensterbogen ein Lebensbaum-Fenster, Bouquet du Clos du Doubs). Im Ortskern sind verschiedene Bauernhäuser im traditionellen Stil des Haut-Doubs aus dem 18. und 19. Jahrhundert erhalten.

## Bevölkerung
| Jahr                       | 1962 | 1968 | 1975 | 1982 | 1990 | 1999 | 2004 | 2016 |
| Einwohner                  | 111  | 94   | 91   | 117  | 105  | 139  | 160  | 159  |
| Quellen: Cassini und INSEE |      |      |      |      |      |      |      |      |

Mit 159 Einwohnern (Stand 1. Januar 2022) gehört Fessevillers zu den kleinen Gemeinden des Départements Doubs. Nachdem die Einwohnerzahl in der ersten Hälfte des 20. Jahrhunderts deutlich abgenommen hatte (1896 wurden noch 201 Personen gezählt), wurde seit Beginn der 1990er Jahre wieder ein Bevölkerungswachstum verzeichnet.

## Wirtschaft und Infrastruktur
Fessevillers war bis weit ins 20. Jahrhundert hinein ein vorwiegend durch die Landwirtschaft (Viehzucht und Milchwirtschaft) und die Forstwirtschaft geprägtes Dorf. Noch heute leben die Bewohner zur Hauptsache von der Tätigkeit im ersten Sektor. Einige Erwerbstätige sind auch Wegpendler, die in den umliegenden größeren Ortschaften ihrer Arbeit nachgehen.
Die Ortschaft liegt abseits der größeren Durchgangsstraßen an einer Departementsstraße, die von Trévillers nach Goumois führt. Eine weitere Straßenverbindung besteht mit Ferrières-le-Lac.